# Antimoniuro di zinco
L'antimoniuro di zinco (ZnSb), (Zn3Sb2), (Zn4Sb3) è un composto chimico inorganico a base di zinco (Zn) e antimonio (Sb). Il sistema Zn-Sb contiene sei intermetallici. Come l'antimoniuro di indio, l'antimoniuro di alluminio e l'antimoniuro di gallio, è un composto intermetallico semiconduttore. Viene utilizzato in transistor, rilevatori a infrarossi e termocamere, nonché dispositivi magnetoresistivi.

## Storia delle leghe di zinco-antimonio e dell'antimonide di zinco
Il primo uso riportato di leghe zinco-antimonio è stato nel lavoro originale di Thomas Johann Seebeck sulla termoelettricità. uno scienziato che avrebbe poi dato il suo nome all'effetto Seebeck. Verso il 1860, Moses G. Farmer, un inventore americano, aveva sviluppato il primo generatore termoelettrico ad alta potenza basato sull'utilizzo di una lega di zinco-antimonio con una composizione molto vicina allo ZnSb stechiometrico. Mostrò questo generatore all'Esposizione di Parigi del 1867 dove fu attentamente studiato e copiato. Farmer ebbe il brevetto sul suo generatore nel 1870. George H. Cove brevettò un generatore termoelettrico basato su una lega Zn-Sb dei primi del '900; il suo brevetto affermava che la tensione e la corrente per sei "giunti" erano 3 Volt a 3 Ampere. Questa era una potenza molto più alta di quanto ci si aspetterebbe da una coppia termoelettrica, ed è stata forse la prima dimostrazione dell'effetto termofotovoltaico, poiché la banda proibita per l'antimoniuro di zinco è 0,56 eV, che in condizioni ideali potrebbe rendere vicino a 0,5 V per diodo. La successiva ricercatrice a lavorare con il materiale fu Mária Telkes mentre si trovava alla Westinghouse Electric di Pittsburgh negli anni '30. L'interesse è stato rianimato con la scoperta negli anni '90 del materiale Zn4Sb3 con una banda proibita più elevata.